# Cheilochromis
Cheilochromis is een monotypisch geslacht van straalvinnige vissen uit de familie van de cichliden (Cichlidae).

## Soort
- Cheilochromis euchilus (Trewavas, 1935)